# Centro Europeo de Investigación y Tecnología Espacial
El Centro Europeo de Investigación y Tecnología Espacial o ESTEC (en inglés, European Space Research and Technology Centre) es el principal centro de investigación y desarrollo de la Agencia Espacial Europea (ESA) para naves y tecnología espacial en general. Fue fundado en 1968 y se encuentra situado en Noordwijk, Países Bajos.
En el ESTEC, que cuenta con una plantilla de aproximadamente 2500 ingenieros, técnicos y científicos, se trabaja en el diseño de misiones, naves, satélites y tecnología espacial, y cuenta con unas grandes instalaciones como el Large Space Simulator (LSS), cámaras de pruebas acústicas y electromagnéticas, mesas de vibración multieje y el ESA Propulsion Laboratory (EPL) para poder realizar pruebas y verificaciones sobre la fiabilidad de los sistemas antes de ser enviados al espacio. Casi todos los equipos que la ESA pone en órbita son previamente testeados y probados en el ESTEC.
El área Space Expo es el centro de visitantes del ESTEC, en donde hay una exposición permanente sobre la exploración espacial.

## Actividades
- Evaluación de futuras misiones
- Soporte de proyectos actuales
- Centro de pruebas
- Operaciones

## Papel del ESTEC en la Agencia Espacial Europea
El ESTEC es el centro de la actividad real de la ESA, es el responsable de la gestión técnica de los proyectos de la Agencia, aunque la fabricación y desarrollo de estos proyecto los realiza mayoritariamente la industria aeroespacial europea. El centro da soporte técnico a los satélites de la ESA y a las actividades relacionadas con vuelos tripulados, así como a la industria espacial europea en general. Es también la sede del departamento de ciencia espacial de la ESA, vínculo esencial entre la ESA y los científicos externos.
En este centro es donde se definen los programas de los futuros satélites y naves espaciales, así como del desarrollo y aplicación de las nuevas tecnologías necesarias. En particular, está directamente involucrado en la concepción y la primera fase de desarrollo de las misiones espaciales, mientras que el desarrollo avanzado y la construcción de los satélites y naves se subcontrata a empresas de los países miembros de la ESA. El centro también ofrece sistemas completos para tests y un entorno de simulación entre los más grandes y eficientes del mundo, lo que le permite testear los componentes más importantes de satélites, naves y cohetes antes de ser utilizados.
Entre las infraestructuras más importantes del centro cabe destacar el Gran Simulador Espacial (en inglés Large Spacial Simulator, LSS), una cámara de ensayo blindada eléctricamente que tiene más de un eje de oscilación. Casi todas las pruebas finales de los satélites y diferentes equipos de la ESA antes de ser puestos en órbita se realizan en este simulador espacial.
El ESTEC también tiene un papel importante en la divulgación científica ya que regularmente organiza conferencias sobre los resultados obtenidos en las misiones espaciales y sobre las tecnologías avanzadas en el espacio en general.